# Marek Dopierała
Marek Franciszek Dopierała (30 juillet 1960 à Bielsko-Biała) est un céiste polonais pratiquant la course en ligne.

## Palmarès

### Jeux olympiques
- 1988 à Séoul,  Corée du Sud
  -  Médaille de bronze en C-2 500 m.
  -  Médaille d'argent en C-2 1000 m.

### Championnats du monde
- 1985 à Malines,  Belgique
  -  Médaille d'argent en C-2 500 m
  -  Médaille de bronze en C-2 1000 m
- 1986 à Montréal,  Canada
  -  Médaille d'or en C-2 10000 m
  -  Médaille d'argent en C-2 1000 m
- 1987 à Duisbourg,  Allemagne de l'Ouest
  -  Médaille d'or en C-2 500 m
  -  Médaille d'argent en C-2 1000 m

## Honneurs et distinctions
Marek Dopierała est élu Sportif polonais de l'année en 1987, avec Marek Łbik.